# Ка Розета (Верона)
Ка Розета је насеље у Италији у округу Верона, региону Венето.
Према процени из 2011. у насељу је живело 54 становника. Насеље се налази на надморској висини од 51 м.